# Badminton World Cup 2005
Der Badminton World Cup 2005 fand vom 15. bis zum 18. Dezember 2005 in Yiyang, Volksrepublik China, statt. Das Preisgeld betrug 250.000 US-Dollar.

## Sieger und Platzierte
| Disziplin    | Gold                    | Silber                        | Bronze                                  |
| ------------ | ----------------------- | ----------------------------- | --------------------------------------- |
| Herreneinzel | Lin Dan                 | Boonsak Ponsana               | Chen Hong                               |
| Herreneinzel | Lin Dan                 | Boonsak Ponsana               | Shon Seung-mo                           |
| Dameneinzel  | Xie Xingfang            | Zhang Ning                    | Yao Jie                                 |
| Dameneinzel  | Xie Xingfang            | Zhang Ning                    | Lu Lan                                  |
| Herrendoppel | Cai Yun Fu Haifeng      | Sigit Budiarto Candra Wijaya  | Tony Gunawan Howard Bach                |
| Herrendoppel | Cai Yun Fu Haifeng      | Sigit Budiarto Candra Wijaya  | Jens Eriksen Martin Lundgaard Hansen    |
| Damendoppel  | Yang Wei Zhang Jiewen   | Wei Yili Zhang Yawen          | Ha Jung-eun Kim Min-jung                |
| Damendoppel  | Yang Wei Zhang Jiewen   | Wei Yili Zhang Yawen          | Zhang Dan Zhao Tingting                 |
| Mixed        | Xie Zhongbo Zhang Yawen | Nova Widianto Liliyana Natsir | Sudket Prapakamol Saralee Thungthongkam |
| Mixed        | Xie Zhongbo Zhang Yawen | Nova Widianto Liliyana Natsir | Jens Eriksen Mette Schjoldager          |

## Finalresultate
| Disziplin    | Sieger                  | Finalist                      | Ergebnis     |
| ------------ | ----------------------- | ----------------------------- | ------------ |
| Herreneinzel | Lin Dan                 | Boonsak Ponsana               | 21:14, 21:11 |
| Dameneinzel  | Xie Xingfang            | Zhang Ning                    | 21:19, 21:16 |
| Herrendoppel | Fu Haifeng Cai Yun      | Sigit Budiarto Candra Wijaya  | 21:11, 21:18 |
| Damendoppel  | Yang Wei Zhang Jiewen   | Wei Yili Zhang Yawen          | 21:18, 21:15 |
| Mixed        | Xie Zhongbo Zhang Yawen | Nova Widianto Liliyana Natsir | 21:19, 21:10 |